# Barytettix poecila
Barytettix poecila är en insektsart som först beskrevs av Morgan Hebard 1925.  Barytettix poecila ingår i släktet Barytettix och familjen gräshoppor. Inga underarter finns listade i Catalogue of Life.